# SimCity Creator
SimCity Creator — градостроительный симулятор, разработанный японской студией Hudson Soft и выпущенный компанией Electronic Arts для игровой приставки Wii в сентябре 2008 года. Впервые о предстоящем выходе игры объявил представитель компании Electronic Arts Нэнси Смит наряду с другими играми sim-серии: SimAnimals, MySims Kingdom и MySims Party.

## Игровой процесс
Движок игры во многом схож с оригинальной игрой SimCity, главная цель игрока заключается в том, чтобы построить крупный и успешный мегаполис. Для этого он должен прежде всего размещать промышленные, жилые и коммерческие зоны, а для повышения комфортности проживания и уровня жизни необходимо обустраивать город полицейскими участками, школами, больницами, стадионами и прочим. Каждый участок должен быть соединён дорогой. Если неграмотно обустраивать дороги и не развивать общественный транспорт, то это приведёт к транспортному коллапсу и загрязнению воздуха. Игрок может также тематически обустраивать свой город, в игре доступны египетский, римский, японский, европейский американский и футуристический стили, каждая тема имеет свою уникальную звуковую дорожку. С помощью WiiConnect24 игрок может связывать дорогой или железными путями города других игроков. В городе иногда могут происходить катаклизмы, такие как атака гигантских роботов, Годзиллы или инопланетян, торнадо, пожары и падение метеоритов.

## Критика
| Сводный рейтинг | Сводный рейтинг | Сводный рейтинг |
| Издание         | Оценка          | Оценка          |
| Издание         | DS              | Wii             |
| --------------- | --------------- | --------------- |
| GameRankings    | 71,31 %         | 69,00 %         |

Игра получила смешанные отзывы, по версии сайта Metacritic, игра набрала 67 из 100 баллов на основе 17 отзывов. Демон Хэтфилд, критик сайта IGN отметил, что задумка игры неплоха, но сам раскритиковал игру за то, что она доступна только для Wii, и за неудобное управление, которое явно не подходит для игровых приставок.